# Nicolae Balotă
Nicolae Balotă (Kolozsvár, 1925. január 26. – Nizza, Franciaország, 2014. augusztus 20.) román esszéista, irodalomkritikus és történész.

## Élete
Gheorghe Balotă, ügyvéd, és Adelina fia. A kolozsvári Gheorghe Barițiu líceumban járt középiskolába 1935-1940 között, 1941-től 1943-ig pedig a nagyszebeni Gheorghe Lazăr Líceumban. Bölcsészettudományi és filozófiai karon tanult a kolozsvári egyetemen 1947-ig. Ugyanott megszerezte a doktori címet világirodalomból és összehasonlító irodalomból. Ezután egyetemi tanársegéd lett az egyetem bölcsészettudományi és filozófiai karán (1946–1949), majd kutató a Román Akadémia kolozsvári részlegén (1950–1954). Még 1948-ban letartóztatták és elítélték a „felforgató anyagok terjesztéséért”, s csak 1949-ben szabadult, mikor állásából is elbocsátották. 5 év múlva, 1956 januárjában ismét letartóztatták a kommunizmust bíráló feljegyzése miatt. Ezt az iratot közösen írta Iuliu Maniu unokáival, Matei, Ioan és Elena Boilă-val. 7 év elzárás várt rá Jilava, Fogaras, Szamosújvár, Pitești, Dés börtöneiben, majd 2 év kényszerlakhely Lățești-en. Szabadulása után a nagyváradi Familia folyóirat szerkesztője lett, utána pedig a bukaresti George Călinescu Irodalomtörténeti és elméleti Intézetnél szerzett kutatói állást. 1974-ben a müncheni Wilhelm-Maximilian Egyetem felkérte őt tanárnak. 1981-ben Párizsban telepedett le tanárként a Tours-i François Rabelais és a Le Mans-i egyetemeknél. Eközben a Szabad Európa rádiónál is dolgozott. 1987-ben politikai menedékjogot igényelt és kapott Franciaországban. 1990-ben francia állampolgár lett.
Vissza-visszatért Romániába, hogy irodalom-komparatisztikát tanítson a kolozsvári, illetve a bukaresti egyetemen. 2003-ban a Babeș–Bolyai Tudományegyetemen tiszteletbeli doktorrá nevezte ki („Doctor Honoris Causa”). Élete végén Nizzában élt. Felesége, a prózaíró Bianca Balotă, 2005-ben hunyt el.

## Munkássága
Újságíróként debütált először a nagyszebeni România nouă folyóiratban 1944 szeptemberében, mint műkritikus 1945. január 1-jén a Nagyszebeni Irodalmi Kör folyóiratában. 1965-től kezd ismét publikálni folyóiratokban, miután kiengedték a börtönből. 1969-től számos kötete jelent meg, melyek nagy részét már elítélése előtt megírt vagy megtervezett. 1994-ben a Parisul e o carte című kötete, 1998-ban a Caietul albastru című kötete jelent meg, amely egy emlékiratszerű esszé és intim napló keveréke; nagy sikert aratott. Az Euphorion című kötetének második kiadásával (30 évvel az első kiadás után) ünnepelte 75. születésnapját 1999-ben.

### Kiadott művei
- Euphorion, 1969, újabb kiadás 1999-ben
- Urmuz, 1970 , újabb kiadás 1997-ben
- Despre pasiuni, 1971
- Lupta cu absurdul, 1971, újabb kiadás 2000-ben; magyar nyelvű kiadás: Abszurd irodalom, Budapest, Gondolat Könyvkiadó, 1979 (ford. Zirkuli Péter) ISBN 963-280-759-6
- De la Ion la Ioanide. Prozatori ai secolului XX, 1974, újabb kiadás 1997-ben
- Introducere în opera lui Al. Phillipide, 1974, újabb kiadás 1999-ben
- Iacob Burkhardt, un umanist modern, 1974
- Universul prozei, 1976
- Arte poetice ale secolului XX, 1976
- Arta lecturii, 1978
- Opera lui Tudor Arghezi, 1979, újabb kiadás 1997-ben
- Scriitori maghiari din România, 1981; magyar nyelvű kiadás: Romániai magyar írók (1920–1980), Marosvásárhely, Mentor Kiadó, 2007 (ford. Vallasek Júlia) ISBN 978-973-599-290-3
- Mapamond literar, 1983
- Parisul e o carte, 1994
- Calea, adevărul și viața. Meditații religioase, 1995, újabb kiadás 1999; magyar nyelvű kiadás: A láthatatlan képe, Kolozsvár, Koinónia, 2000 (ford. Vallasek Júlia) ISBN 973-8022-05-3 (a szerző Calea, adevărul și viața és Parisul e o carte című művei alapján)
- Caietul albastru, 1998, újabb kiadás 2000-ben és 2007-ben
- Eminescu - poet al inițierii în poezie, 2000
- Literatura franceză de la Villon la zilele noastre, 2001, újabb kiadás 2008-ban
- Literatura germană de la Sturm-und-Drang la zilele noastre, 2002, újabb kiadás 2007-ben
- De la Homer la Joyce, esszék, 2007
- Romániai magyar írók. 1920–1980. Írói arcképcsarnok; ford. Vallasek Júlia; Mentor, Marosvásárhely, 2007

### Magyarul
- Abszurd irodalom; ford. Zirkuli Péter; Gondolat, Bp., 1979
- A láthatatlan képe; ford. Vallasek Júlia; Koinónia, Kolozsvár, 2000 (Sermo)
- Romániai magyar írók. 1920–1980. Írói arcképcsarnok; ford. Vallasek Júlia; Mentor, Marosvásárhely, 2007

## Díjai
- Bogdan Petriceicu Hașdeu Díjat kapta a Román Akadémiától 1971-ben
- A Romániai Írók Szövetségének díját nyerte el 1974-ben
- 1999-ben a Nemzeti Díj érdemese az irodalomért

## Fordítás
- Ez a szócikk részben vagy egészben  a   Nicolae Balotă című román Wikipédia-szócikk ezen változatának fordításán alapul.  Az eredeti cikk szerkesztőit annak laptörténete sorolja fel. Ez a jelzés csupán a megfogalmazás eredetét és a szerzői jogokat jelzi, nem szolgál a cikkben szereplő információk forrásmegjelöléseként.

## Külső hivatkozások
- Dora Pavel: Interjú Nicolae Balotă-val, Apostrof, 2007. 1. szám (románul)
- Meghalt Nicolae Balotă irodalomkritikus, Hargita Megyei Iskolai Könyvtárosok blogja, 2014. augusztus 25. (Hozzáférés: 2014. szeptember 17.) (magyarul)
- Demény Péter: Találkozásom Nicu bácsival, Új Magyar Szó Online, 2014. augusztus 22. (Hozzáférés: 2014. szeptember 17.) (magyarul)